# Joan Dickson
Joan Dickson   (Edimburg, 21 de desembre de 1921 - Londres, 9 d'octubre de 1994) va ser una violoncel·lista i professora de violoncel escocesa.

## Biografia
Dickson va néixer a Edimburg, Escòcia, el 21 de desembre de 1921, de Marjorie Balfour Lowe i del doctor Douglas Dickson, advocat i escriptor de Signet. Va treballar principalment al Regne Unit i va ser professora al Royal College of Music de Londres. També va ser una intèrpret notable, donant molts recitals de duo amb la seva parella de llarga data Joyce Rathbone. Joan també va col·laborar regularment amb la seva germana Hester, que també era pianista, i professora d'acompanyament de piano al "Royal Conservatoire of Scotland" fins al 2014. Va estudiar amb Enrico Mainardi a París.
Entre els seus estudiants hi havia Moray Welsh, Melissa Phelps, Alexander Baillie, Richard Harwood, Andrew Shulman, Ruth Beauchamp i Louisa Tuck.
Va morir a Londres el 9 d'octubre de 1994.